# علی‌آباد (بستان‌آباد)
علی‌آباد یکی از روستاهای استان آذربایجان شرقی است که در دهستان قوری‌گل بخش مرکزی شهرستان بستان‌آباد واقع شده‌است.این روستا ۱۲۵۰ نفر جمعیت دارد. روستایی که مهد تولید فرش دستباف و پرداخت زنی فرش دستباف در سطح استان هست  و نام دیگر روستا در عموم به نام ( الوار ) معروف می باشد.